# Xã Iuka, Quận Marion, Illinois
Xã Iuka (tiếng Anh: Iuka Township) là một xã thuộc quận Marion, tiểu bang Illinois, Hoa Kỳ. Năm 2010, dân số của xã này là 999 người.